# Bours (Pas-de-Calais)
Bours település Franciaországban, Pas-de-Calais megyében. Lakosainak száma 588 fő (2022. január 1.). Bours Marest, Pressy, Tangry, La Thieuloye, Valhuon, Brias, Camblain-Châtelain és Diéval községekkel határos.

## Népesség
A település népességének változása:
| Lakosok száma | 598  | 609  | 622  | 617  | 617  | 624  | 612  | 600  | 588  |
|               | 2013 | 2015 | 2016 | 2017 | 2018 | 2019 | 2020 | 2021 | 2022 |